# Mario Dominici
Mario Dominici (Terni, ...) è un politico italiano, presidente della Provincia di Terni dal 1970 al 1980.

## Biografia
Mario Domenico Dominici è stato un sindacalista, consigliere provinciale ed infine presidente della Provincia di Terni per due mandati consecutivi, dal 1970 al 1980, in rappresentanza del Partito Socialista Italiano (PSI), in una giunta insieme al Partito Comunista Italiano ed al Partito Repubblicano Italiano. 
La presidenza della Provincia di Terni era dal ritorno al regime democratico in mano al Partito Socialista, nell'ambito di un accordo non scritto tra i 3 grandi partiti italiani del dopoguerra, accordo che a Terni prevedeva un sindaco espressione del Partito Comunista, un presidente della Provincia del Partito Socialista, è un presidente della locale Cassa di Risparmio di Terni e della Camera di Commercio di Terni in mano alla Democrazia Cristiana. Durante il lungo mandato da Presidente, un decennio di guida, Dominici affrontò sfide significative legate alla gestione dei bilanci e alla promozione dello sviluppo locale, a seguito dell'istituzione delle regioni alla cui guida in Umbria fu chiamato il suo predecessore Fabio Fiorelli. Fu anche il periodo dell'ascesa del Partito Socialista, che a livello provinciale arrivò a sfiorare il 15% dei voti, e del suo progressivo allentamento dal Partito Comunista, che però a livello provinciale rimase sempre alleato del Partito Socialista nella giunta provinciale.
Eletto inizialmente presidente pro-tempore per le dimissioni di Fiorelli, a cui subentrò, fu in seguito ad un accordo tra i partiti di sinistra eletto Presidente della Provincia di Terni.
Negli anni sessanta Dominici fu impegnato nel sindacato ad Orvieto e ricoprì la carica di segretario della Camera Confederale del Lavoro Provinciale di Terni che era (e in molti casi lo è ancora, con nomi analoghi) una struttura territoriale della Confederazione Generale Italiana del Lavoro (CGIL). Nella sua forma provinciale, rappresentava il principale organo sindacale della CGIL a livello provinciale.
Dominici partecipò attivamente a manifestazioni pubbliche per la difesa delle autonomie locali nei difficili anni della lotta al terrorismo.
Le vicende che portarono all’istituzione del Comune di Avigliano Umbro rappresentarono un momento di forte contrapposizione tra i partiti di centro, Democrazia Cristiana e PSDI, contrarie, e le forze della sinistra, favorevoli, in particolare PCI e PSI. Nonostante l’esito negativo del referendum consultivo tenutosi localmente, il Partito Socialista riuscì a imporsi, favorendo così la nascita del nuovo ente comunale. Alla guida fu eletto un esponente socialista, Zefferino Cerquaglia, che negli anni successivi ricoprì anche la carica di Presidente della Provincia di Terni.
Il rapporto di Dominici con il Ministero dei Lavori Pubblici gli permise di ottenere una significativa quantità di finanziamenti statali, che durante la sua presidenza della Provincia furono impiegati per potenziare in modo rilevante la rete stradale e le infrastrutture del territorio ternano ed orvietano.
Durante la sua presidenza della Provincia di Terni furono realizzate per la prima volta pubblicazioni divulgative a carattere culturale, finalizzate alla promozione turistica del territorio provinciale. Inoltre, Dominici fece parte del consiglio di amministrazione del neonato Festival dei Due Mondi, contribuendo in modo significativo a rafforzare la vocazione turistico-culturale dell’Umbria. Durante la presidenza di Dominici, nel 1976 fu siglato un accordo con l’Università degli Studi di Perugia che portò all’inaugurazione a Terni dei primi corsi universitari in Medicina e Chirurgia, segnando un passo fondamentale nello sviluppo dell’offerta formativa e sanitaria del territorio.